# El método
El método és una pel·lícula hispano-argentino-italiana dirigida l'any 2005 per Marcelo Piñeyro, adaptació de la peça de teatre de l'autor català Jordi Galceran, El mètode Grönholm (2003).

## Argument
En un Madrid assetjat per les manifestacions contra el Fons Monetari Internacional i la Banc Mundial, set candidats, cinc homes i dues dones, van a une entrevista per una plaça de directiu, en la torre de la multinational Dekia. Ràpidament, s'adonen que ningú no els rep i comprenen que són a la vegada objectes i subjectes de la selecció.
Des de pantalles d'ordinadors els guien en el procés d'eliminació mútua. La pantalla els anuncia que hi ha un «psicòleg infiltrat» entre ells i els demana d'elegir el qui els sembla l'infiltrat. El «talp» escollit pels candidats és Enrique. En un segon temps, la pantalla els demana escollir un «cap d'equip». Aquests tests són el començament del mètode Grönholm. Els candidats es demanen també si són vigilats per càmeres vídeo o per micros amagats…

## Repartiment
- Eduardo Noriega: Carlos
- Najwa Nimri: Nieves
- Eduard Fernández: Fernando
- Pablo Echarri: Ricardo
- Ernesto Alterio: Enrique
- Natalia Verbeke: Montse
- Adriana Ozores: Ana
- Carmelo Gómez: Julio

## Al voltant de la pel·lícula
Destacat al festival de cinema policíac de Cognac, El Mètode és una pel·lícula adaptada d'una peça de teatre que utilitza el principi de l'espai tancat.